# 요한 더 코크
요한 더 코크(네덜란드어: Johan de Kock, 1964년 10월 25일, 자위트-홀란트 주 슬리드레흐트 ~)는 네덜란드의 전직 프로 축구 선수로, 현역 시절 중앙 수비수로 활약했다. 그는 네덜란드 국가대표팀 경기에 13번 출전하여 1골을 기록하기도 했다. 그는 잉글랜드에서 열린 유로 1996에서 네덜란드를 대표로 참가했다.
더 코크는 1993년 2월 24일, 위트레흐트에서 3-1로 이긴 튀르키예와의 1994년 월드컵 예선전에서 국가대표팀 첫 경기를 치렀다. 그는 흐로닝언, 위트레흐트, 로다, 그리고 샬케 04에서 활약했고, 후자의 구단 소속으로는 1997년에 UEFA컵을 들어올렸다.
네덜란드 대표로 유로 1996에 참가할 당시 1부 리그 선수로는 드물게 비전업 선수였다. 그는 토목공을 겸하기도 했다.